# Franklin E. Milton
Pour les articles homonymes, voir Milton.
Franklin Eugene Milton est un ingénieur du son américain né le 19 août 1907 à Carthage (Missouri) et mort le 16 octobre 1985 à Agoura Hills (Californie).

## Filmographie

### Cinéma (sélection)
- 1939 : Le Magicien d'Oz (The Wizard of Oz) de Victor Fleming
- 1958 : Comme un torrent (Some Came Running) de Vincente Minnelli
- 1959 : Ben-Hur de William Wyler
- 1959 : Cargaison dangereuse (The Wreck of the Mary Deare) de Michael Anderson
- 1960 : La Ruée vers l'Ouest (Cimarron) d'Anthony Mann
- 1960 : La Vénus au vison (BUtterfield 8) de Daniel Mann
- 1960 : La Machine à explorer le temps (The Time Machine) de George Pal
- 1960 : Un numéro du tonnerre (Bells Are Ringing) de Vincente Minnelli
- 1960 : Ne mangez pas les marguerites (Please Don't Eat the Daisies) de Charles Walters
- 1960 : Celui par qui le scandale arrive (Home from the Hill) de Vincente Minnelli
- 1961 : Le Roi des rois (King of Kings) de Nicholas Ray
- 1961 : Branle-bas au casino (The Honeymoon Machine) de Richard Thorpe
- 1962 : Les Révoltés du Bounty (Mutiny on the Bounty) de Lewis Milestone
- 1962 : La Conquête de l'Ouest (How the West Was Won) d'Henry Hathaway, John Ford et George Marshall
- 1962 : Quinze jours ailleurs (Two Weeks in Another Town) de Vincente Minnelli
- 1962 : Les Amours enchantées (The Wonderful World of the Brothers Grimm) d'Henry Levin
- 1962 : Coups de feu dans la Sierra (Ride the High Country) de Sam Peckinpah
- 1962 : Les Quatre Cavaliers de l'Apocalypse (The Four Horsemen of the Apocalypse) de Vincente Minnelli
- 1963 : Il faut marier papa (The Courtship of Eddie's Father) de Vincente Minnelli
- 1964 : La Reine du Colorado (The Unsinkable Molly Brown) de Charles Walters
- 1964 : L'Amour en quatrième vitesse (Viva Las Vegas) de George Sidney
- 1965 : Le Docteur Jivago (Doctor Zhivago) de David Lean
- 1965 : Le Kid de Cincinnati (The Cincinnati Kid) de Norman Jewison
- 1965 : Le Chevalier des sables (The Sandpiper) de Vincente Minnelli
- 1966 : Grand Prix de John Frankenheimer
- 1967 : Le Pistolero de la rivière rouge (The Last Challenge) de Richard Thorpe
- 1967 : Le Point de non-retour (Point Blank) de John Boorman
- 1967 : Les Douze Salopards (The Dirty Dozen) de Robert Aldrich
- 1968 : L'Homme de Kiev (The Fixer) de John Frankenheimer
- 1968 : Les Souliers de saint Pierre (The Shoes of the Fisherman) de Michael Anderson
- 1968 : Destination Zebra, station polaire (Ice Station Zebra) de John Sturges
- 1968 : Pendez-les haut et court (Hang 'Em High) de Ted Post
- 1959 : La Mort aux trousses (North by Northwest) d'Alfred Hitchcock
- 1969 : La Valse des truands (Marlowe) de Paul Bogart
- 1970 : Des fraises et du sang (The Strawberry Statement) de Stuart Hagmann
- 1970 : Zabriskie Point de Michelangelo Antonioni

### Télévision (sélection)
- 1959-1961 : Peter Gunn (76 épisodes)
- 1959-1961 : Alcoa Presents: One Step Beyond (64 épisodes)
- 1959-1962 : Rawhide (104 épisodes)
- 1959-1964 : La Quatrième Dimension (148 épisodes)
- 1960-1962 : Le Grand Prix (58 episodes)
- 1961-1966 : Le Jeune Docteur Kildare (191 épisodes)
- 1962-1966 : Combat ! (127 épisodes)
- 1963-1965 : Mr. Novak (60 épisodes)
- 1964-1966 : Flipper le dauphin (59 épisodes)
- 1964-1968 : Des agents très spéciaux (105 épisodes)

## Distinctions
Oscar du meilleur mixage de son en tant que directeur du département son de Metro-Goldwyn-Mayer

### Récompenses
- en 1960 pour Ben-Hur
- en 1964 pour La Conquête de l'Ouest
- en 1967 pour Grand Prix

### Nominations
- en 1961 pour La Ruée vers l'Ouest
- en 1965 pour La Reine du Colorado
- en 1966 pour Le Docteur Jivago